# Ipomoea diversifolia
Ipomoea diversifolia är en vindeväxtart som beskrevs av Robert Brown. Ipomoea diversifolia ingår i släktet praktvindor, och familjen vindeväxter. Inga underarter finns listade i Catalogue of Life.